# Daniel Pegoraro
Daniel Pegoraro (né le 13 juin 1984 à Toronto, dans la province de l'Ontario au Canada) est un joueur professionnel canadien de hockey sur glace.

## Carrière de joueur
Après une carrière de quatre saisons avec l'Université Cornell, Pegoraro se joignit aux Mudbugs de Bossier-Shreveport de la Ligue centrale de hockey, équipe avec laquelle il fait toujours partie pour la saison 2007-08. La saison suivante, il se joignit au championnat élite d'Italie.
En 2009-2010, il joue en Norvège ainsi que dans le troisième échelon de hockey en Suède.

## Statistiques
| Saison    | Équipe                          | Ligue      |    | Saison régulière | Saison régulière | Saison régulière | Saison régulière | Saison régulière |   | Séries éliminatoires | Séries éliminatoires | Séries éliminatoires | Séries éliminatoires | Séries éliminatoires |
| Saison    | Équipe                          | Ligue      | PJ | B                | A                | Pts              | Pun              | PJ               | B | A                    | Pts                  | Pun                  |                      |                      |
| 2001-2002 | Buzzers de St. Michael's        | OPJHL      | 49 | 26               | 41               | 67               | 49               | -                | - | -                    | -                    | -                    |                      |                      |
| 2002-2003 | Big Red de l'Université Cornell | NCAA       | 35 | 6                | 10               | 16               | 26               | -                | - | -                    | -                    | -                    |                      |                      |
| 2003-2004 | Big Red de l'Université Cornell | NCAA       | 23 | 1                | 1                | 2                | 12               | -                | - | -                    | -                    | -                    |                      |                      |
| 2004-2005 | Big Red de l'Université Cornell | NCAA       | 35 | 7                | 16               | 23               | 26               | -                | - | -                    | -                    | -                    |                      |                      |
| 2005-2006 | Big Red de l'Université Cornell | NCAA       | 35 | 5                | 13               | 18               | 40               | -                | - | -                    | -                    | -                    |                      |                      |
| 2006-2007 | Mudbugs de Bossier-Shreveport   | LCH        | 60 | 17               | 35               | 52               | 74               | 11               | 1 | 8                    | 9                    | 7                    |                      |                      |
| 2007-2008 | Mudbugs de Bossier-Shreveport   | LCH        | 64 | 13               | 49               | 62               | 54               | -                | - | -                    | -                    | -                    |                      |                      |
| 2008-2009 | Asiago HC                       | Série A    | 42 | 8                | 28               | 36               | 34               | -                | - | -                    | -                    | -                    |                      |                      |
| 2009-2010 | Asplöven HC                     | Division 1 | 27 | 21               | 31               | 52               | 34               | 6                | 3 | 2                    | 5                    | 6                    |                      |                      |
| 2009-2010 | Frisk Tigers                    | GET ligaen | 6  | 1                | 2                | 3                | 4                | -                | - | -                    | -                    | -                    |                      |                      |